# 무라마쓰 고타
무라마쓰 고타(일본어: 村松 航太, 1997년 8월 22일~)는 일본의 축구 선수이다.

## 구단 경력
그는 2020년 J2리그의 기라반츠 기타큐슈에 입단했다. 2021년까지 74경기에 출전. 2022년 V-파렌 나가사키로 이적했다. 2023년 J3리그의 기라반츠 기타큐슈로 복귀했다. 2024년 J2리그의 블라우블리츠 아키타로 이적했다.